# 尼亚·休斯顿
尼亚·伊马尼·休斯顿（英語：Nyjah Imani Huston，1994年11月30日—），美国男子滑板运动员，2020年世界滑板锦标赛男子街式滑板银牌得主、2024年夏季奥林匹克运动会男子街式滑板铜牌得主。